# 1775.
◄ | 17. stoljeće | 18. stoljeće | 19. stoljeće | ►
◄ | 1740-ih | 1750-ih | 1760-ih | 1770-ih | 1780-ih | 1790-ih | 1800-ih | ►
◄◄ | ◄ | 1772. | 1773. | 1774. | 1775. | 1776. | 1777. | 1778. | ► | ►►
Arhitektura • Astronomija • Biologija • Glazba • Kazalište • Kemija • Kiparstvo • Knjige • Književnost • Kršćanstvo • Medicina • Politika • Pravo • Promet • Slikarstvo • Znanost
1775. bila je 74. godina 18. stoljeća.

## Događaji
- 19. travnja – Bitkom kod Lexingtona i Concorda započeo je Američki rat za neovisnost.
- 17. kolovoza – Papa Pio VI. dekretom potvrdio autentičnost Marijina ukazanja u Šiluvi 1608. godine.

## Rođenja
- 10. siječnja – André-Marie Ampère, francuski fizičar i matematičar († 1836.)
- 23. travnja – William Turner, engleski slikar († 1851.)
- 31. svibnja – Ivan Krstitelj Birling, hrvatski pisac i prevoditelj († 1852.)
- 6. kolovoza – Daniel O'Connell, irski političar († 1847.)
- Mirko Ožegović – senjsko-modruški biskup i političar; preporoditelj († 1869.)

## Vanjske poveznice
|  | Zajednički poslužitelj ima još gradiva o temi 1775. |